# Campeonato del Mundo de patinaje de velocidad en línea 1999
El Campeonato Mundial de patinaje de velocidad en línea de 1999 tuvo lugar del 23 de septiembre al 3 de octubre de 1999 en Santiago de Chile, Chile. Fue el la primera ocasión que la que Chile organizó el campeonato mundial.

## Mujeres
| Distancia                   | Oro                                                      | Plata                                               | Bronce                                                     |
| Pista                       | Pista                                                    | Pista                                               | Pista                                                      |
| --------------------------- | -------------------------------------------------------- | --------------------------------------------------- | ---------------------------------------------------------- |
| 300 m Contrarreloj          | Valentina Belloni                                        | Estelle Flourens                                    | Li-Ling Pan                                                |
| 500 m Sprint                | Jessica Smith                                            | Estelle Flourens                                    | Siegridt Salinas                                           |
| 1.000 m Sprint              | Jessica Smith                                            | Edurne Elcano                                       | Yi-Chin Pan                                                |
| 5.000 m Puntos              | Simona Vesprini                                          | Andrea Haritchelhar                                 | Theresa Cliff                                              |
| 10.000 m Puntos/Eliminación | Jessica Smith                                            | Sheila Herrero                                      | Adelia Marra                                               |
| 15.000 m Eliminación        | Adelia Marra                                             | Yi-Chin Pan                                         | Debra Beveridge                                            |
| 5.000 m Relevos             | España · Araceli Larrea · Edurne Elcano · Sheila Herrero | Estados Unidos Theresa Cliff Lean Hoy Jessica Smith | Italia · Claudia Ghirelli · Simona Vesprini · Adelia Marra |
| Ruta                        |                                                          |                                                     |                                                            |
| 300 m Contrarreloj          | Valentina Belloni                                        | Li-Ling Pan                                         | Eva Lizarraga                                              |
| 500 m Sprint                | Valentina Belloni                                        | Estelle Flourens                                    | Andrea Haritchelhar                                        |
| 1.000 m Sprint              | Jessica Smith                                            | Ya-Wen Chen                                         | Estelle Flourens                                           |
| 5.000 m Puntos              | Sheila Herrero                                           | Simona Vesprini                                     | Theresa Cliff                                              |
| 10.000 m Puntos/Eliminación | Sheila Herrero                                           | Theresa Cliff                                       | Simona Vesprini                                            |
| 15.000 m Eliminación        | Sheila Herrero                                           | Theresa Cliff                                       | Debra Beveridge                                            |
| Larga distancia             |                                                          |                                                     |                                                            |
| 42.195 m Marathon           | Sheila Herrero                                           | Adelia Marra                                        | Andrea Haritchelhar                                        |

## Hombres
| Distancia                   | Oro                                                    | Plata                                              | Bronce                                                           |
| Pista                       | Pista                                                  | Pista                                              | Pista                                                            |
| --------------------------- | ------------------------------------------------------ | -------------------------------------------------- | ---------------------------------------------------------------- |
| 300 m Contrarreloj          | Keith Turner                                           | Pascal Briand                                      | Gregorio Duggento                                                |
| 500 m Sprint                | Pascal Briand                                          | Chad Hedrick                                       | Keith Turner                                                     |
| 1.000 m Sprint              | Chad Hedrick                                           | Pascal Briand                                      | Juan Carlos Betancur                                             |
| 10.000 m Puntos             | Chad Hedrick                                           | Massimiliano Presti                                | Diego Rosero                                                     |
| 15.000 m Puntos/Eliminación | Chad Hedrick                                           | Massimiliano Presti                                | Derek Downing                                                    |
| 20.000 m Eliminación        | Chad Hedrick                                           | Arnaud Gicquel                                     | Massimiliano Presti                                              |
| 10.000 m Relevos            | Estados Unidos Chad Hedrick Keith Turner Derek Downing | Francia Arnaud Gicquel Franck Cardin Pascal Briand | Italia · Massimiliano Presti · Luca Presti · Francesco Zangarini |
| Ruta                        |                                                        |                                                    |                                                                  |
| 300 m Contrarreloj          | Gregorio Duggento                                      | Alessandro Cantarella                              | Kalon Dobbin                                                     |
| 500 m Sprint                | Ippolito Sanfratello                                   | Chad Hedrick                                       | Franck Cardin                                                    |
| 1.000 m Sprint              | Chad Hedrick                                           | Patrizio Triberio                                  | Diego Betancur                                                   |
| 10.000 m Puntos             | Chad Hedrick                                           | Arnaud Gicquel                                     | Jorge Botero                                                     |
| 15.000 m Puntos/Eliminación | Massimiliano Presti                                    | Chad Hedrick                                       | Shane Dobbin                                                     |
| 20.000 m Eliminación        | Chad Hedrick                                           | Derek Downing                                      | Jorge Botero                                                     |
| Larga distancia             |                                                        |                                                    |                                                                  |
| 84.390 m Doble Marathon     | Luca Presti                                            | Arnaud Gicquel                                     | Massimiliano Presti                                              |

## Medallero
| Pos. | País           | Oro | Plata | Bronce | Total |
| ---- | -------------- | --- | ----- | ------ | ----- |
| 1.   | Estados Unidos | 13  | 6     | 4      | 23    |
| 2.   | Italia         | 9   | 6     | 7      | 22    |
| 3.   | España         | 5   | 2     | 1      | 8     |
| 4.   | Francia        | 1   | 10    | 2      | 13    |
| 5.   | China Taipéi   | 0   | 3     | 2      | 5     |
| 6.   | Argentina      | 0   | 1     | 2      | 3     |
| 7.   | Colombia       | 0   | 0     | 5      | 5     |
| 8.   | Australia      | 0   | 0     | 2      | 2     |
| 8.   | Nueva Zelanda  | 0   | 0     | 2      | 2     |
| 10.  | Chile          | 0   | 0     | 1      | 1     |

- Datos: Q18625956